# 네이티브 댄서

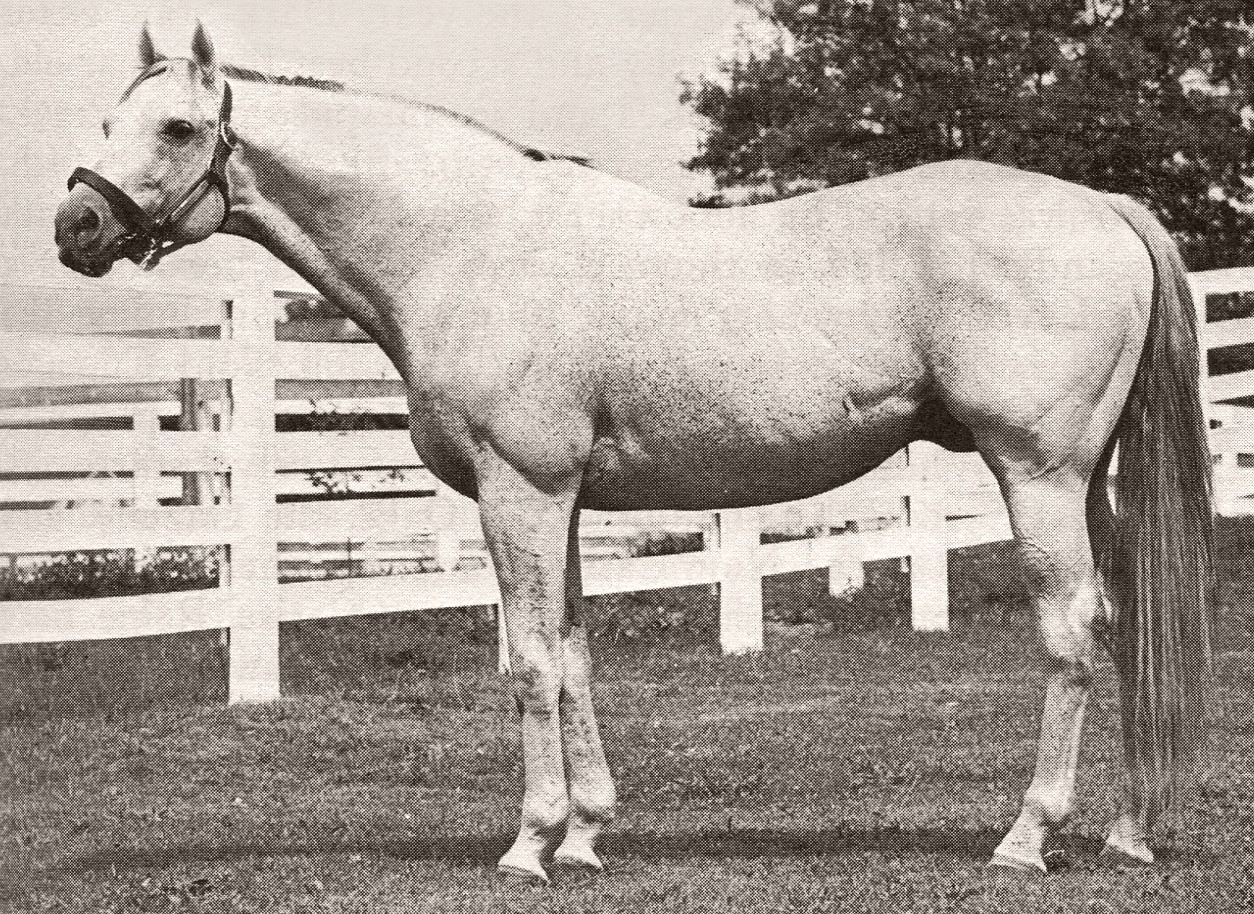
네이티브 댄서

네이티브 댄서(Native Dancer)는 1950년 부마인 폴리네시안(Polynesian)과 모마인 게이샤(Geisha) 사이에서 태어났는데 생산자겸 마주는 미국인 반더빌트(A.G. Vanderbilt) 씨였다. 네이티브 댄서는 강건한 근육질의 목, 잘 발달된 뒷다리, 그리고 강인한 어깨와 불쑥 튀어나온 기갑(Withers), 또한 달릴 때는 커다란 보폭으로 움직이는 평균 이상의 큰 체격을 가진 말이었다.
2세 때부터 경주에 출주하고 3년간에 걸쳐 총 22차례나 경기에 출전한 바 있는 네이티브 댄서는 미국이 배출한 바 있는 최고의 챔피언마 중 하나이다. 그는 2세 때인 1952년 4월 19일, 자마이카 경마장에서 최초 데뷔 경주를 시행하였는데, 이 경주에서 쉽게 우승을 차지한 직후 4일 만에 동 경마장에서 거행된 유스풀 스테이크스(Youthful Stakes)를 우승하였다. 이어 3세에 접어든 네이티브 댄서는 5월 첫째 주 토요일, 켄터키주 처칠 다운스 경마장에서 거행된 켄터키 더비(Kentucky Derby)에서 진로방해를 받아 통한의 첫 패배를 경험했고 이후에는 5월에만 두 차례나 더 경주에 출전하여 이를 모두 우승하였다. 한편 4세에 접어들어서 3차례나 더 경주에 출주한 네이티브 댄서는 59kg의 부담중량으로 벨몬트파크에서 거행된 메트로폴리탄 핸디캡(Metropolitan Handicap) 경주를 우승하는 등 그의 진가를 유감없이 발휘하기도 하였다. 경주거리 1,000m에서 2,400m에 이르는 다양한 경주에서 우승함으로써 네이티브 댄서(Native Dancer)는 클래식(Calssic) 경주마가 갖추어야 할 모든 요소를 구비하였음을 입증하였다.
나는 회색마(Flying Grey)로 알려진 그는 당시 회색마가 미국에서 별로 인기가 없었음에도 불구하고 경주마로서 또한 종모마로써 커다란 인기를 한몸에 받았다. 종마로써 활동을 시작한 네이티브 댄서는 그 후 수많은 1등급 마필들을 생산하였는데 이에는 Dan Cupid(ch.1956)와 Raise a Native(ch.1961) 및 Dancer's Image(gr.1965), 그리고 그 유명한 노던 댄서의 모마인(Natalma(b.1957)가 포함된다. 1988년 미국 리딩 사이어의 랭킹은 네이티브 댄서계가 세계 3대 주류 혈맥의 선두로서 종모마 순위 1,2위를 기록하였다.